# Station Hol
Station Hol  is een station in  Hol in  Buskerud  in  Noorwegen. Het station ligt aan Bergensbanen. Het  stationsgebouw van Hol dateert uit 1907 en is een ontwerp van Harald Kaas. Hol is gesloten voor personenvervoer.